# Skalnik
Il monte Skalnik (944 m sul livello del mare) è la cima più elevata del gruppo montuoso dei Rudawy Janowickie e dei Sudeti Occidentali, la porzione occidentale della catena montuosa dei Sudeti. 
Il monte è localizzato nella Polonia sudoccidentale, nella parte centro-meridionale dei Rudawy Janowickie, a nord di Przełęcz pod Bobrzakiem, circa 4,5 km a nord-est del centro di Kowary.

## Caratteristiche
La sommità del monte Skalnik è caratterizzata da due cime. Il picco più alto (944 m), che si estende a nord-est, ha la forma di una vasta cupola. Ci sono rovine dell'antica torre di osservazione (quattro blocchi di cemento su cui era ancorata la torre) e una targa di legno su un albero con la scritta Skalnik 945 m s.l.m.
La seconda cima (935 m) è chiamata Ostra Mała (Freie-Koppe in tedesco); è raggiungibile tramite alcuni gradini scavati nella roccia e sormontati da una piattaforma panoramica. Il pendio nord-ovest sotto le cime è occupato da due piccoli detriti di roccia (gołoborza).
La struttura del monte è costituita da roccia granitica. Le pendici e la cima sono interamente coperte da un bosco di abeti rossi.
A nord, ai piedi della montagna, si trova il villaggio di Strużnica, a nord-ovest Gruszków, sul versante sud-orientale Czarnów, dove si trova il rifugio alpino "Czartak".
Sul pendio meridionale del monte è presente un gruppo di quattro rocce caratteristiche chiamate i Cavalli dell'Apocalisse. Il nome alla struttura è stato dato da un gruppo di esploratori del campo di Strużnica, impegnati nello spegnimento di alcuni incendi propagatasi nell'erba intorno alle rocce.